# Айруно
Айруно (итал. Airuno) — коммуна в Италии, расположена в области Ломбардия, подчинена административному центру Лекко (провинция).
Население составляет 2605 человек, плотность населения — 651 чел./км². Коммуна занимает площадь 4 км². Почтовый индекс — 22050. Телефонный код — 00039.
Покровителями коммуны почитаются святые Косма и Дамиан, празднование 26 сентября.